# Edmond Boulbon
Edmond Boulbon OCR / OPraem, geboren als Jean-Baptiste Boulbon  (* 14. Januar 1817 in Bordeaux; † 7. März 1883 in Tarascon) war ein französischer Trappist, Prämonstratenserabt und Klostergründer.

## Leben und Werk

### Der Zisterzienser
Jean-Baptiste Boulbon trat in jungen Jahren, unter dem Einfluss des Sulpizianers Gabriel Mollevaut (1774–1854), in das Trappistenkloster Le Gard ein und nahm den Ordensnamen Edmond an. Da Le Gard als Klosterstandort nicht zu halten war und für den (1845 schließlich erfolgten) Wechsel nach Sept-Fons dringend Geld brauchte, schickte ihn Abt Stanislas Lapierre auf Spendensammelreisen durch ganz Frankreich. Er war so erfolgreich, dass er anschließend die gleiche Rolle im ebenfalls bedürftigen Kloster Bricquebec übernahm. 1843 wurde er zum Priester geweiht und als Missionar auf die Insel Réunion geschickt. Doch die Gründung eines Trappistenklosters misslang und er kehrte 1850 nach Bricquebec zurück.

### Der Prämonstratenser
Da Boulbon mit der trappistischen Form des Ordenslebens zunehmend unzufrieden war, riet ihm Abt Augustin Onfroy zur Neugründung der Prämonstratenser. Mit Erlaubnis des Papstes ließ er sich am 6. Juni 1856 in Prémontré (das seit kurzem belgische Prämonstratenser aus Leffe besiedelten) zum Prämonstratenser einkleiden und gründete die Congrégation de la Primitive Observance („Kongregation der ursprünglichen Observanz“) mit ihm selbst als einzigem Mitglied. Das Zusammenleben mit den belgischen Prämonstratensern erwies sich jedoch als unmöglich, und er holte Rat beim Pfarrer von Ars, der ihn zu einer Gründung in Südfrankreich ermunterte. Er kaufte das Klostergelände von Saint-Michel-de-Frigolet südlich Avignon und gründete dort 1858 die Congrégation des Prémontrés de France („Kongregation der Prämonstratenser Frankreichs“). Sein Kloster wurde 1868 zum Priorat und 1869 zur Abtei erhoben, er selbst zum ersten Abt gewählt. Unter seiner Leitung kam es zu den Tochtergründungen in Algier (Basilika Unserer Lieben Frau von Afrika, 1868), Conques (1873) und Saint-Jean-de-Côle (1877–1900), sowie der Prämonstratenserinnen in Bonlieu-sur-Roubion (1871).

### Vertreibung und Tod
Mit dem Dekret vom 29. März 1880 vertrieb der klosterfeindliche Minister Jules Ferry die Konvente aus den Klöstern. Da sich die Prämonstratenser des Klosters Frigolet weigerten, den Ort zu verlassen, kam es vom 5. bis 8. November zu einer regelrechten (und vielfach verspotteten) militärischen Belagerung und schließlich zur Erstürmung des Klosters, in dessen Innern viele Nachbarn (darunter Frédéric Mistral) zusammen mit den Mönchen ausharrten. Die vertriebenen Mönche gingen vorübergehend in das Kloster Storrington (West Sussex). Abt Boulbon, der mit der Feindschaft des Erzbischofs von Aix-en-Provence, Théodore-Augustin Forcade (1816–1885), zu kämpfen hatte, trat am 18. März 1881 als Abt zurück und wurde am 11. April von Papst Leo XIII. auch als Kongregationsoberer abgesetzt. Er starb ein Jahr später im leeren Kloster Frigolet. Seine Beisetzung versammelte nur wenige Getreue (darunter Xavier de Fourvières).